# Syrsor
Syrsor (Gryllidae) är en familj i ordningen hopprätvingar (Orthoptera) och underordningen Ensifera. När syrsan "sjunger" gnider den täckvingarna mot varandra vilket framkallar ett förhållandevis kraftfullt ljud.
I Sverige finns två arter, hussyrsan (Acheta domestica) och mullvadssyrsan (Gryllotalpa gryllotalpa). Dessas begränsade utbredning innebär att "ljuden från syrsor" under den svenska sommaren i regel kommer från vårtbitare eller gräshoppor.
Syrsa heter på latin grillus, vilket kommer av grekiska grýllos för gräshoppa – därav uttrycket "ha griller".